# ريتشارد باكيت

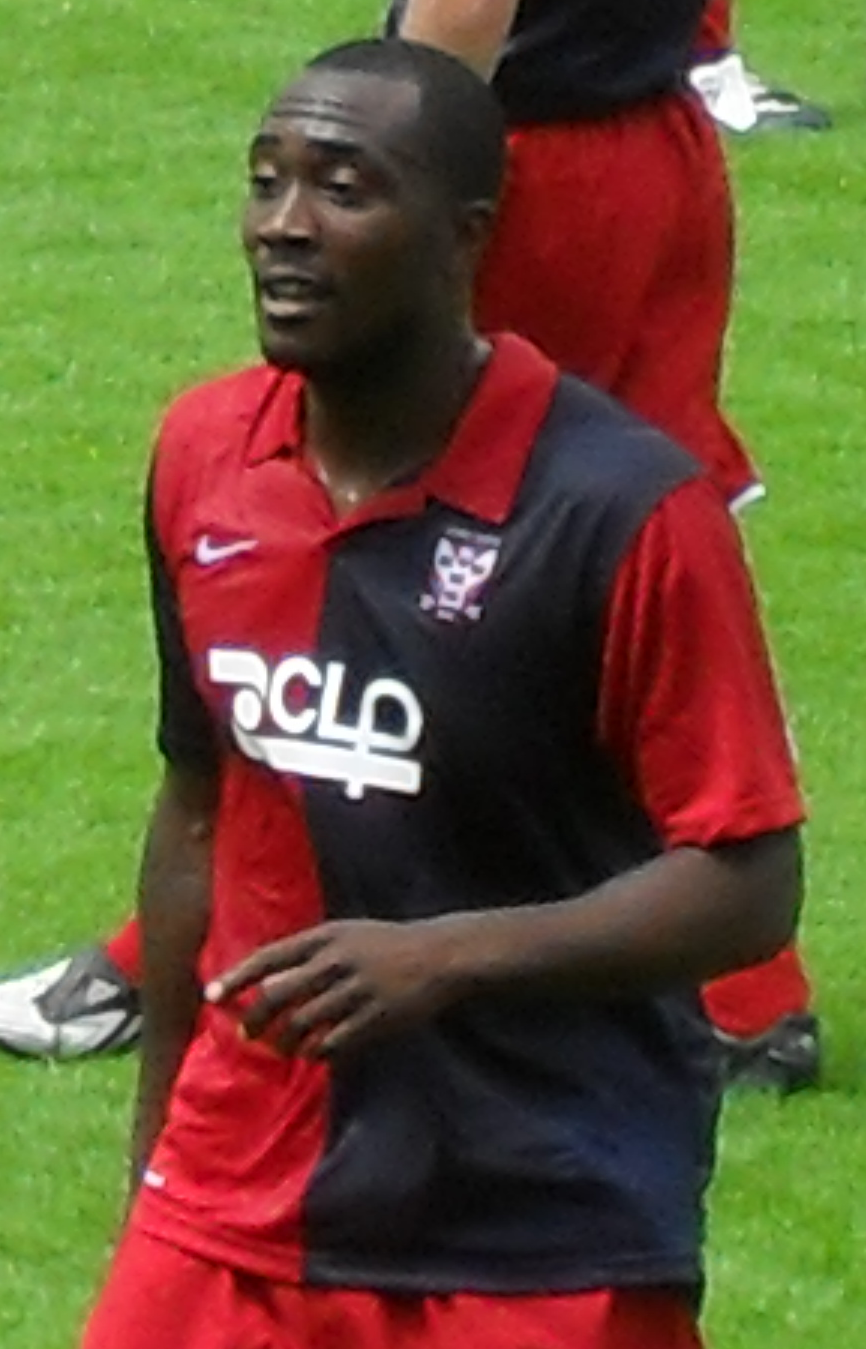

ريتشارد فرانسيس باكيت (بالإنجليزية: Richard Francis Pacquette)‏ (مواليد 28 يناير 1983 في بادينغتون) لاعب كرة قدم دومينيكي دولي يجيد اللعب في خط الهجوم . يلعب حاليا لصالح نادي إيستبورن بوروه الإنجليزي منذ 2010 .

## روابط خارجية
- ريتشارد باكيت على موقع قاعدة بيانات كرة القدم.إي يو (الإنجليزية)
- ريتشارد باكيت على موقع ناشيونال فوتبول تيمز (الإنجليزية)
- ريتشارد باكيت على موقع Soccerbase.com (لاعب) (الإنجليزية)
- ريتشارد باكيت على موقع Soccerway.com (الإنجليزية)
- ريتشارد باكيت على موقع كووورة